# Markt Neuhodis
Markt Neuhodis è un comune austriaco di 657 abitanti nel distretto di Oberwart, in Burgenland; ha lo status di comune mercato (Marktgemeinde). Nel 1971 ha inglobato il comune soppresso di Althodis.